# Nykøbing Bugt
Nykøbing Bugt er et farvand i den nordvestlige del af Isefjorden ved Sjælland. I bugtens bund ligger Nykøbing Sjælland. Bugten er ret lavvandet, men der er etableret en sejlrende i 3,3 m dybde ind til Nykøbing Sjælland. Lidt øst for Nykøbing skærer den kunstigt dannede Hovvig sig yderligere ind i landet.